# Franciszka Corvin-Krasińska
Franciszka Corvin-Krasińska (Maleszowa, 1742 - Dresden, 30 de abril de 1796), foi uma nobre polaca, esposa morganática do príncipe Carlos da Saxónia, duque da Curlândia.

## Biografia
Franciszka era filha do nobre polaco Stanisław Corvin-Krasiński e de Aniela Humiecka. A sua família tinha sido fundada por Wratislaw Corvin em 1224. Um dos seus membros mais conhecidos era Slawek Corvin, que se tornou senhor de Krasne e fundou a aldeia de Wold Krasińska em 1460. O seu neto, Jan Corvin-Krasiński, é antepassado da linha Krasne-Krasiński, cujos chefes obtiveram o título de conde imperial em 1560 e que foi extinta no século XX, e da linha menor de Corvin Krasiński, fundada por Andrea (m. 1588) e subdividida em vários ramos, sendo o chefe da mais antiga o pai de Franciska que teve mais quatro filhas.
Franciska nasceu no castelo de Maleszowej, mas a família mudou-se para Varsóvia, cidade onde a jovem conheceu o seu futuro marido, o príncipe Carlos da Saxónia. Carlos era filho do rei Augusto III da Polónia e príncipe-eleitor hereditário da Saxónia. Entre os seus irmãos contavam-se a princesa Maria Josefa, esposa do delfim Luís, filho mais velho do rei Luís XV de França; Maria Amália, rainha-consorte do rei Carlos III de Espanha; o príncipe-eleitor Frederico Cristiano, cujo filho se tornou no primeiro rei da Saxónia em 1806; , Maria Ana Sofia, rainha-consorte do rei Maximiliano III José da Baviera, o príncipe Alberto da Saxónia, governador da Holanda Austríaca, e o príncipe Francisco Xavier da Saxónia, cujo casamento morganático com a condessa Chiara Spinucchi levou à criação dos cones de Lausitz que fugiram de França durante a Revolução e se instalaram em Roma.
Uma vez que Franziska era nobre, mas não pertencia a uma dinastia reinante, casou-se com Carlos em segredo e nunca partilhou de seu título. Em resposta à persistência de Carlos e à ajuda da corte da Saxónia, apesar de o casamento ser apenas reconhecido como morganático, em Junho de 1775, Franziska recebeu o título de princesa do sacro-imperador José II, que podia ser herdado pelos seus filhos.
O casal teve apenas uma filha, a princesa Maria Cristina da Saxónia, que se viria a casar com Carlos Emanuel, príncipe de Carignano, chefe do ramo menor da dinastia que reinava no Reino da Sardenha e Piedmont. O neto de Franziska herdou o trono da Sardenha em 1831, como Carlos Alberto I, e o neto dele viria a tornar-se o primeiro rei da Itália unificada como Vítor Emanuel II, em 1861. Após a morte do príncipe de Carignano, Maria voltou a casar-se, desta vez com Jules Maximilien Thibaut, Príncipe de Montléart, que remodelou o Castelo de Wilhelminenberg.
É provável que Franciszka tenha morrido de cancro da mama.